# Delinquent Habits
Delinquent Habits (también conocidos como Los Delinquentes y Los Tres Delinquentes) es un grupo musical estadounidense de rap chicano y hip hop, formado en 1991 en la ciudad de Los Ángeles.

## Carrera musical
El grupo, en primera instancia, grababa maquetas hasta que en 1996, Sen Dog de Cypress Hill puso sus ojos en estos chicos que tanto habían trabajado. El mismo Sen fue el productor ejecutivo de su primer álbum homónimo, colaborando también en canciones, al igual que la rapera puertorriqueña Hurricane G. Su primer trabajo resultó todo un éxito. Vendieron 450.000 copias del sencillo "Tres delinquentes" y llegaron a tocar con grupos tan relevantes como The Fugees, Beck o Henry Rollins. En dicho trabajo, con sabor funky, suenan trompetas mariachis, sin olvidar sus orígenes.
En su segundo álbum, Here Come The Horns, también colaboró, además de Sen Dog, su hermano y uno de los pioneros del rap latino, Mellow Man Ace. El melódico tema "Merry Go Round" cuenta con la inestimable colaboración de la cantante Michelle. El álbum obtuvo una buena crítica pero sus ventas fueron inferiores. Podemos encontrar la razón en la desaparición de su sello (PMP Records) debido a problemas económicos, haciendo escasa promoción la discográfica que se hizo cargo del grupo. Sobrevivieron gracias a la acogida que tuvieron en las diferentes giras por el mundo. Una de las grandes características de este grupo es que han gustado y triunfado más en Europa que en Estados Unidos.
Después de esta experiencia, el grupo fundó el sello Station 13 Records, donde grababan sus trabajos y el de otros artistas afines a Delinquent Habits.
En 2001 editaron su tercer álbum, "Merry Go Round", donde recuperan el sabor del primero, mezcla de rap con funky y sonidos mariachis. En general, este trabajo tiene una cara más positiva y un profundo contenido. El primer sencillo fue "Merry Go round", tema inspirado en el primer éxito anterior del grupo. 
La cara más hardcore del grupo podemos presenciarla en el cuarto trabajo, "Freedom Band", donde muestran su tremenda capacidad creativa para seguir innovando.

## Miembros
- Ives Irie, El Guero/Huero Loco (Iván Martin, MC) (1991 - presente)
- Kemo the Blaxican (David L.K. Thomas, MC) (1991 - 2003) (2013-presente)
- Dj Invincible (2013-presente)

Exmiembros
- O.G. Style (Alejandro R. Martínez, DJ y productor)
- Michelle

## Discografía

### Álbumes
- 1996: Delinquent Habits(s/t) (PMP/Loud/BMG)
- 1998: Here Come The Horns (PMP/Loud/BMG)
- 2001: Merry Go Round (Ark 21 Records)
- 2003: Freedom Band (Ark 21 Records)
- 2005: Dos Mundos Dos Lenguas (BMG)
- 2006: New & Improved (BMG)
- 2009: The Common Man (deepdive records)
- 2017: It Could Be Round Two (Delinquent Habits)

### Sencillos
- 1996: Tres Delinquentes
- 1996: Lower Eastside
- 1997: This Is LA
- 1998: Here Comes the Horns
- 1998: Western Ways 2
- 2001: Return Of The Tres
- 2001: Feel Good
- 2017: California